# Río Sora
El Sora (en alemán: Zayer o Zeier) es un afluente derecho del río Sava en la parte occidental de Eslovenia. El Sora recoge sus aguas principalmente de las colinas de Škofja Loka. Sus ramas de nacimiento son el Poljane Sora (en esloveno: Poljanska Sora, también Poljanščica), que lleva el nombre del valle de Poljane (Poljanska dolina), y el Selca Sora (en esloveno: Selška Sora, también Selščica), que lleva el nombre del valle de Selca (Selška dolina). El Poljane Sora es más grande y tiene 43 kilómetros de longitud, mientras que el Selca Sora tiene 32 kilómetros. Ambos fluyen juntos en Škofja Loka y continúan el curso como el Sora durante los siguientes 9,2 kilómetros hasta Medvode, donde el Sora se une al Sava. Incluyendo el Poljane Sora, el Sora tiene 52 km de longitud. Esto lo convierte en el 15º río más largo de Eslovenia.
El Sora es de carácter torrencial y a menudo produce inundaciones. Su caudal promedio en la desembocadura es de 25 m3/s. Su mayor caudal, medido en 1990, fue de 690 m3/s. 